# 트리올레
트리올레(Triolet)는 프랑스풍의 8행시이다. 제1행을 제4행과 제7행에서, 제2행을 제8행에서 그대로 반복하며 ab aa abab로 압운한다.